# Two Steps from Hell
Two Steps from Hell est une entreprise américaine fondée le 14 février 2006 par les compositeurs Nick Phoenix et Thomas J. Bergersen, et spécialisée dans la musique épique et les musiques de bande-annonce.

## Historique
Le studio a vu ses œuvres dans de nombreuses bandes-annonces hollywoodiennes. En raison des nombreuses demandes de la part des fans, des albums publics ont été sortis.
En 2012, Two Steps from Hell change d’identité visuelle et adopte un logo créé par Steven R. Gilmore ainsi qu’un slogan, « Music makes you braver » (« La musique vous rend plus courageux »). Le groupe sort aussi une application pour Android et iOS et refait son site internet.
Le 13 juin 2013, le groupe a donné un concert au Walt Disney Concert Hall à Los Angeles.
Le 20 avril 2018, lors du Film Music Prague Festival, la Praga Sinfonietta a interprétée plusieurs morceaux du groupe. Thomas Bergersen, Merethe Soltvedt et Kamila Nývltová ont participé à l'évènement.
En 2022, le groupe a organisé une tournée européenne en présence de Thomas Bergersen et Nick Phoenix. Merethe Soltvedt et Úyanga Bold ont également participé en tant que solistes.
Du 2 au 5 août 2023, le groupe a participé au festival Wacken Open Air.
Du 16 septembre au 5 octobre 2023, le groupe a organisé sa seconde tournée européenne en commençant par Prague et en finissant par Rotterdam. Treize concerts furent organisés. En présence de Thomas Bergersen, Nick Phoenix, Merethe Soltvedt et Úyanga Bold. Une troisième soliste fut invitée : Kamila Nývltová. Mariko Muranaka fut invitée en tant que violoncelliste électrique et Mia Asano en tant que violoniste électrique.
Le 8 avril 2024,Thomas Bergersen annonce la séparation du duo avec Nick Phoenix afin de se consacrer à des carrières solos.

## Discographie

### Albums
Leurs albums, à part les albums publics, ne sont pas disponibles dans le commerce, car ils s'adressent directement aux studios de cinéma. Les deux albums publics Invincible et Archangel se sont vendus à plus de 300 000 exemplaires.
- 2006 : Volume One
- 2006 : Shadows and Nightmares
- 2007 : Dynasty
- 2007 : All Drums Go To Hell
- 2007 : Pathogen
- 2007 : Nemesis
- 2007 : Dreams and Imaginations
- 2008 : Ashes
- 2008 : Legend
- 2009 : The Devil Wears Nada
- 2010 : Power of Darkness
- 2010 : Illumina
- 2010 : All Drones Go To Hell
- 2010 : Invincible (en public)
- 2011 : Balls to the Wall
- 2011 : Faction (album composé par Brad Rue)
- 2011 : Nero
- 2011 : Illusions (album public de Thomas Bergersen), à l'origine intitulé Nemesis II). Cet album contient 19 pistes. La page couverture et les dessins de l'album sont de Jesper Krijgsman. La version CD est sortie le 13 mars 2012. Les chanteuses Vladislava Vasileva, Elitsa Todorova, Merethe Soltvedt, Kate St. Pierre, Jenifer Thigpen et le compositeur Colin O'Malley ont prêté leur voix pour l'album.
- 2011 : Archangel (en public)
- 2011 : Sinners (album d'Aleksandar Dimitrijevic)
- 2012 : Two Steps From Heaven
- 2012 : Demon's Dance (en public)
- 2012 : Halloween (en public)
- 2012 : SkyWorld (en public)
- 2012 : Burn
- 2013 : Solaris (album de Alexander Pfeffer)
- 2013 : Speed of Sound (album public de Nick Phoenix)
- 2013 : Cyanide
- 2013 : Orion (album public de Michal Cielecki)
- 2013 : Crime Lab
- 2013 : Classics Volume One (en public)
- 2014 : Open Conspiracy
- 2014 : Miracles (en public)
- 2014 : Sun (album public de Thomas J. Bergersen)
- 2014 : Colin Frake on Fire Mountain (en public)
- 2014 : Amaria
- 2014 : Quarantine (album de Brad Rue)
- 2014 : Too Big to Fail
- 2015 : Battlecry (en public)
- 2015 : Classics Volume Two (en public)
- 2015 : Empire
- 2015 : Stronger Faster Braver
- 2015 : Legacy (album exclusif du Japon)
- 2015 : Christmas Medley (single)
- 2015 : Trailer Tools (compositions très courtes: "conceptions sonores")
- 2016 : Vanquish (en public)
- 2017 : Hammerfist
- 2017 : Nero Anthology (en public)
- 2017 : Heaven Anthology (en public)
- 2017 : Battlecry Anthology (en public)
- 2017 : Power of Darkness Anthology (en public)
- 2017 : Illumina Anthology (en public)
- 2017 : Unleashed (en public)
- 2018 : Impossible (album exclusif du Japon)
- 2018 : Trapstar
- 2018 : American Dream (album public de Thomas J. Bergersen)
- 2019 : Dragon (en public)
- 2019 : Seven (album public de Thomas J. Bergersen)
- 2019 : Legend Anthology (en public)
- 2020 : Greatest Hits - Remastered (album numérique)
- 2020 : Catch Me (album numérique de Thomas J. Bergersen)
- 2020 : Humanity - Chapter I (album de Thomas J. Bergersen)
- 2020 : Humanity - Chapter II (album de Thomas J. Bergersen)
- 2020 : Landscapes - Atmospheric Drones
- 2020 : Dreams and Imaginations Anthology (en public)
- 2020 : Mind Tracer (composé par Nick Phoenix et Hitesh Ceon)
- 2020 : Neon Nights (composé par Thomas J. Bergersen et Øivind Rosvold)
- 2021 : King of One (album public de Nick Phoenix)
- 2021 : Humanity - Chapter III (album de Thomas J. Bergersen)
- 2021 : Humanity - Chapter IV
- 2022 : Myth
- 2022 : Wide World (album public de Nick Phoenix)
- 2022 : Live – An Epic Music Experience (album de leur tournée européenne)
- 2023 : Humanity - Chapter V (album de Thomas J. Bergersen)
- 2023 : Underdog (album public de Nick Phoenix)
- TBA : Humanity - Chapter VI (album de Thomas J. Bergersen)
- TBA : Humanity - Chapter VII (album de Thomas J. Bergersen)
- TBA : Creatures of the Forest (album de Thomas J. Bergersen)

### Cas particuliers
- 20?? : Heaven's Night (jamais édité)
- 201? : Two Steps from Hell : Ringtones (album de sonneries de téléphones)

### Pistes autonomes
- 2007 : Remember September - Avec Boom Jinx. en
- 2009 : Soaring Over Hollywood - Un morceau de démonstration créée en utilisant la bibliothèque d'échantillons East West Hollywood Strings.
- 2009 : Just Another Happy Ending - Un morceau de démonstration créée en utilisant la bibliothèque d'échantillons East West Hollywood Strings.
- 2010 : In Your Arms - Un remix de Memories de l'album Dreams & Imaginations , mettant en vedette Merethe Soltvedt.
- 2011 : The Hero in Your Heart
- 2011 : Where Are You - Morceau pop-trance avec éléments acoustiques. Paroles interprétées par Thomas Bergersen.
- 2012 : My Soul, Not Yours - Morceau expérimental dubstep. Plus tard inclus sur l' album de Burn sous le titre Not Your Soul.
- 2012 : Hymn to Life - Un titre sorti à l'occasion de l'anniversaire de Thomas Bergersen. Plus tard, a été joué dans un concert en Tchéquie comme Hymnus Vitae Dedicatus.
- 2012 : To Die on Halloween - Une chanson de l'album public, Halloween , avec des paroles écrites et interprétées par Nick Phoenix. Une vidéo musicale officielle a été diffusée via YouTube.
- 2014 : Colin & Petunia - Extrait de l'album de Colin Frake on Fire Mountain . Retitré Colin Frake pour la sortie de son album.
- 2014 : That's A Wrap
- 2014 : Autumn Love
- 2014 : Into Darkness
- 2015 : Children of the Sun - Avec Merethe Soltvedt.
- 2016 : Threnody for Europe
- 2018 : You Are Light - Avec Felicia Farerre.
- 2018 : Imagine - Avec Sonna.
- 2018 : In Orbit - Avec Cinda M.
- 2018 : Brightest Smile - Avec Natalie Major.
- 2018 : Dear Mr. Alien
- 2019 : Catch Me - Avec Sonna.
- 2019 : Next to You - Avec Sonna.
- 2019 : One Million Voices
- 2019 : Little Star - Avec Audrey Karrasch.
- 2020 : So Small - Extrait du chapitre 4 de Humanity

## Utilisations

### Bandes-annonces
- 2012
- À la croisée des mondes : La Boussole d'or
- Aliens vs. Predator: Requiem
- Anna Karenina
- Aquaman (film)
- Australia
- Avatar
- Blood Diamond
- Cœur d'encre
- Da Vinci Code
- Doctor Who, saison 6 partie 1
- Doctor Who, saison 6 partie 2
- Dragonball Evolution
- Ferrari FF
- Le Dernier Présage (First Snow)
- Guild Wars 2
- Harry Potter et l'Ordre du phénix
- Hellboy 2 : Les Légions d'or maudites
- L'Incroyable Hulk
- Interstellar
- Indiana Jones et le Royaume du crâne de cristal
- Jumper
- Killzone 3
- La 11e heure, le dernier virage
- La Légende de Beowulf
- Là-haut
- La Légende de Despereaux
- Le Dernier Loup
- Le Monde de Narnia : L'Odyssée du Passeur d'Aurore
- Le Monde de Narnia : Le Prince Caspian
- Lamborghini Aventador
- Mass Effect 2
- Mass Effect 3
- Mimzy, le messager du futur
- Miracle à Santa Anna (Miracle at St. Anna)
- La Momie : La Tombe de l'empereur Dragon
- No Country for Old Men
- Pagani Huayra
- Patrouille de France (Le film)
- Project CARS
- Renaissance
- Revolution
- Spiderman 3
- Star Trek
- Sweeney Todd : Le Diabolique Barbier de Fleet Street
- Tempête de boulettes géantes
- The Dark Knight : Le Chevalier noir
- The Evil Within
- Twilight, chapitre I : Fascination
- Twilight, chapitre II : Tentation
- Twilight, chapitre III : Hésitation
- Twilight, chapitre IV : Révélation
- Uncharted 4 : A Thief's End
- Victoria : Les Jeunes Années d'une reine
- Valkyrie
- WALL-E
- Watchmen
- X-Men : L'Affrontement final
- Once Upon a Time in Wonderland
- Batman v Superman : L'Aube de la Justice Ultimate Edition
- Gernika (film, 2016)
- The Witcher 3 : Wild Hunt

Plusieurs pistes de l'album Illusions ont été utilisées. Sonera a été utilisée dans la bande-annonce de Cloud Atlas ; Reborn a été utilisée dans la bande-annonce de lancement de Medal of Honor: Warfighter ; Hurt et Rada ont été utilisées dans la bande-annonce de Metal Gear Rising: Revengeance. Le spectacle Mousquetaire de Richelieu du Puy du Fou utilise leurs musiques. Merchant Prince, A Place in Heaven et Ocean Princess sont utilisées dans le clip promotionnel 2012 du Puy du Fou, Merchant Prince, Immortal, Promise, Gift of Life, Femme fatale et Aura sont utilisées dans le spectacle Le Bal des oiseaux fantômes en 2013, Age of Gods est utilisée dans le clip promotionnel Cinéscénie 2013 du même parc.

### Événements
- Freefall est le thème musical de la Night of Champions 2010 ;
- Magika est le thème musical de la Night of Champions 2011 ;
- Heart of Courage est jouée dans les stades pendant l’entrée des joueurs durant le Championnat d'Europe de football 2012[réf. nécessaire].

## Autres sources
- The Los Angeles Times en 2012.
- dans Burst Magazine en 2013.
- Daily News en 2013
- Variety, en 2013,
- Sentinel Source
- Trailer Music News,
- Entertainment Weekly en 2013
- Digital Journal,
- AllMusic